# 阿哈罗诺夫-玻姆效应
 效應，全名阿哈羅诺夫－玻姆效應（英語：Aharonov–Bohm effect），是個物理學现象。它證明即使在磁場為零的區域，仍舊會存在磁效應，然而，這並不能用來測量磁矢勢，因為只有磁通量會出現在表達效應的公式裡，而且整個理論始終維持規範不變性。阿哈羅诺夫－玻姆效應是量子力学和电动力学发展史上的重要实验，說明了量子力學的非局域性質。:384-391
這個名稱取自在1959年设计这个实验的两位理论物理家亞基爾·阿哈羅诺夫（Yakir Aharonov）和大衛·玻姆（David Bohm）姓名的首字，前者因這個實驗而得到1998年沃爾夫物理學獎。巧合的是，物理学家也用A表示磁矢勢，B表示磁场，赋予 效应这个名字更加深刻的涵义（见下文）。

## 磁場阿哈羅诺夫-玻姆效應
量子力學理論內，對在磁場裡運動做以下處理：動量算符加入矢勢項
{\displaystyle \mathbf {P} \rightarrow \mathbf {P} -{\frac {q}{c}}\mathbf {A} (\mathbf {x} )}
和粒子波函數在從時間{\displaystyle t}到{\displaystyle t^{\prime }}期間两點間運動的波幅多得到一個相：
{\displaystyle \left\langle \mathbf {r} ,t\right|\left.\mathbf {r} ^{\prime },t^{\prime }\right\rangle =\sum _{\xi }\exp \left[{\frac {i\,q}{\hbar \,c}}S_{\xi }^{\mathbf {A} =0}\left(\mathbf {r} ,t;\mathbf {r} ^{\prime },t^{\prime }\right)\right]\cdot \exp \left[{\frac {i}{\hbar }}\int _{\xi }\mathbf {A} \cdot \mathrm {d} \mathbf {r} \right]}
其中{\displaystyle \xi }是任意從{\displaystyle (t,\mathbf {r} )}到{\displaystyle (t^{\prime },\mathbf {r} ^{\prime })}的路徑。

觀察阿哈羅诺夫-玻姆效應的双縫實驗：電子穿過两個窄縫後在遠处萤幕產生干涉圖樣。雖然電子路徑并沒有經過有磁場的空間、雙縫後面的線圈形成磁場使干涉圖樣偏移

因此粒子如果透過某連接两點的路徑1從一點運動到另外一點，相比磁場強度為零的差别是多出的波函數复相：
{\displaystyle \phi _{1}={\frac {q}{\hbar c}}\int \mathbf {A} \cdot \mathrm {d} \mathbf {r} }。
如果有另外連接同樣两點的路徑2，那波函數將得到不同的复相。两路徑得到相位之差為：
{\displaystyle \Delta \phi ={\frac {q}{\hbar c}}\Phi _{\rm {B}}}
其中{\displaystyle \Phi _{\rm {B}}}為两路徑圍起面積的磁通量。
雖然波函數的相位在量子理論裡不是可測量物理量，但是相位差可以透過干涉實驗來測量。因此磁矢勢引起的相位差可以透過在電子双縫實驗的双縫後加入磁場觀察。如圖示。雖然電子的路徑經過的地方磁場強度為零，但是有大於零的矢勢強度。因此電子在萤幕上的干涉圖樣得到比沒有磁場的時候平移。
实际的实验由日立公司的科学家率先完成。